# Heeresnachrichtenamt
Heeresnachrichtenamt je vojna obavještajna agencija Austrijske vojske. Heeresnachrichtenamt prikuplja i istražuje informacije o vojnim operacijama i sličnim projektima u inozemstvu, te provodi analizu podataka. Agencija ima podružnice u Linzu, Grazu i Klagenfurtu.

## Vanjske poveznice
- Österreichische Bundesheer Austrijske oružane snage